# Kirchenregion Marken
Die Kirchenregion Marken (ital. Regione ecclesiastica Marche) ist eine der 16 Kirchenregionen der römisch-katholischen Kirche in Italien. Sie umfasst insgesamt zwölf Diözesen und eine, diesen gleichgestellte, Territorialprälatur.
Territorial entspricht die Kirchenregion Marken der italienischen Region Marken. Sie ist in drei Kirchenprovinzen aufgeteilt:

## Kirchenprovinz Ancona-Osimo
- Erzbistum Ancona-Osimo

1. Bistum Fabriano-Matelica
2. Bistum Jesi
3. Territorialprälatur Loreto
4. Bistum Senigallia

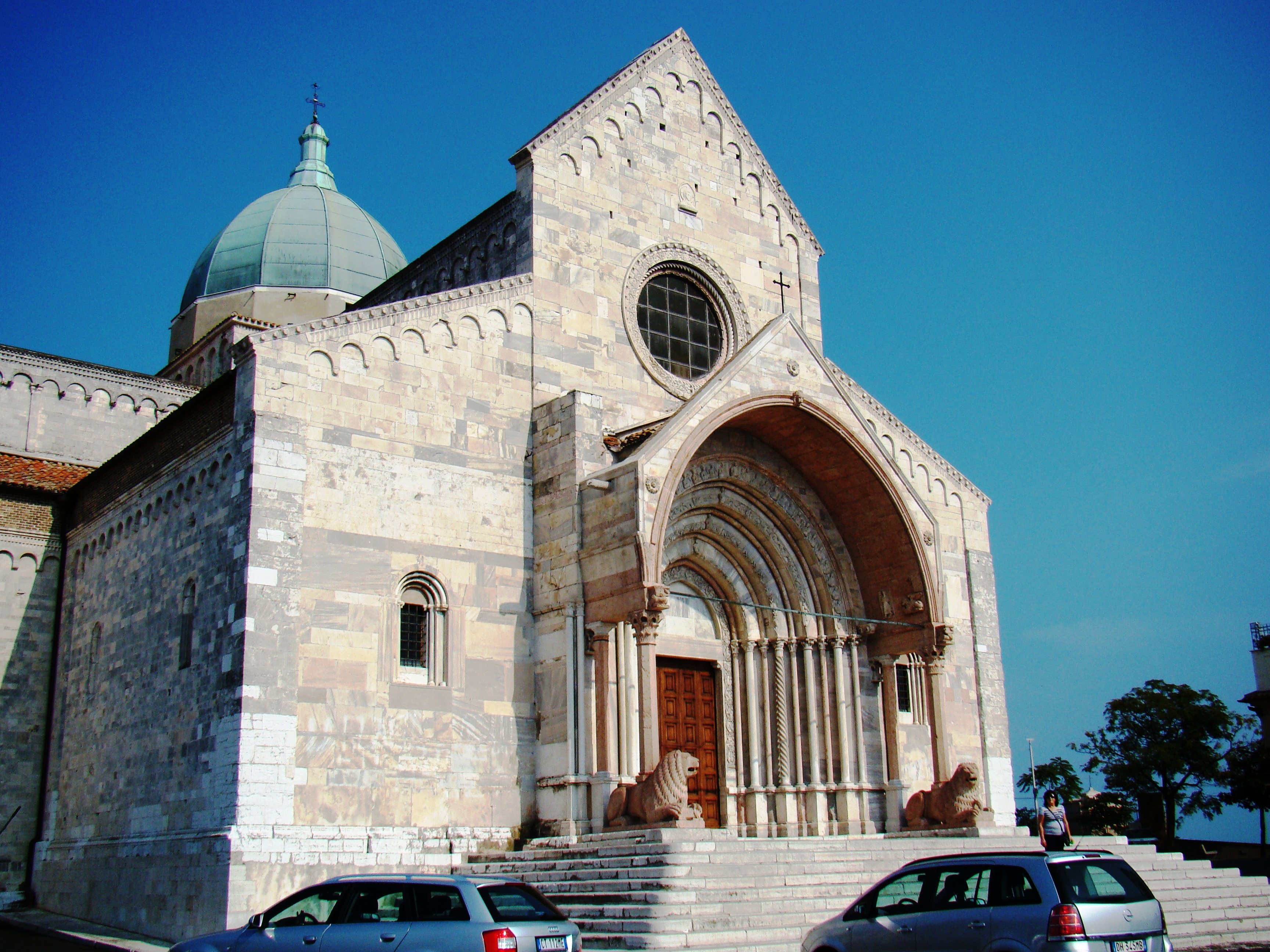
Der Dom in Ancona,
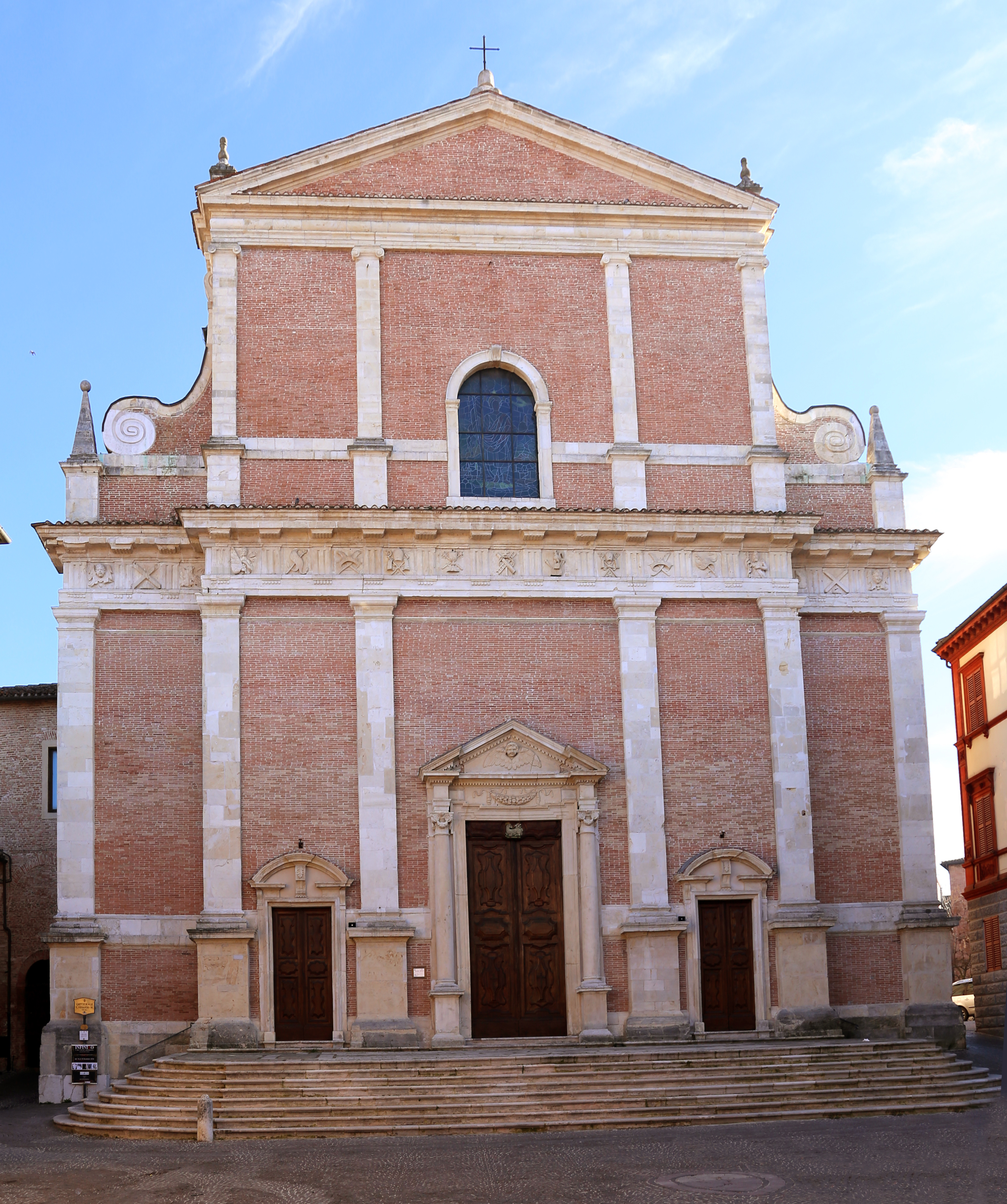
… Fabriano,
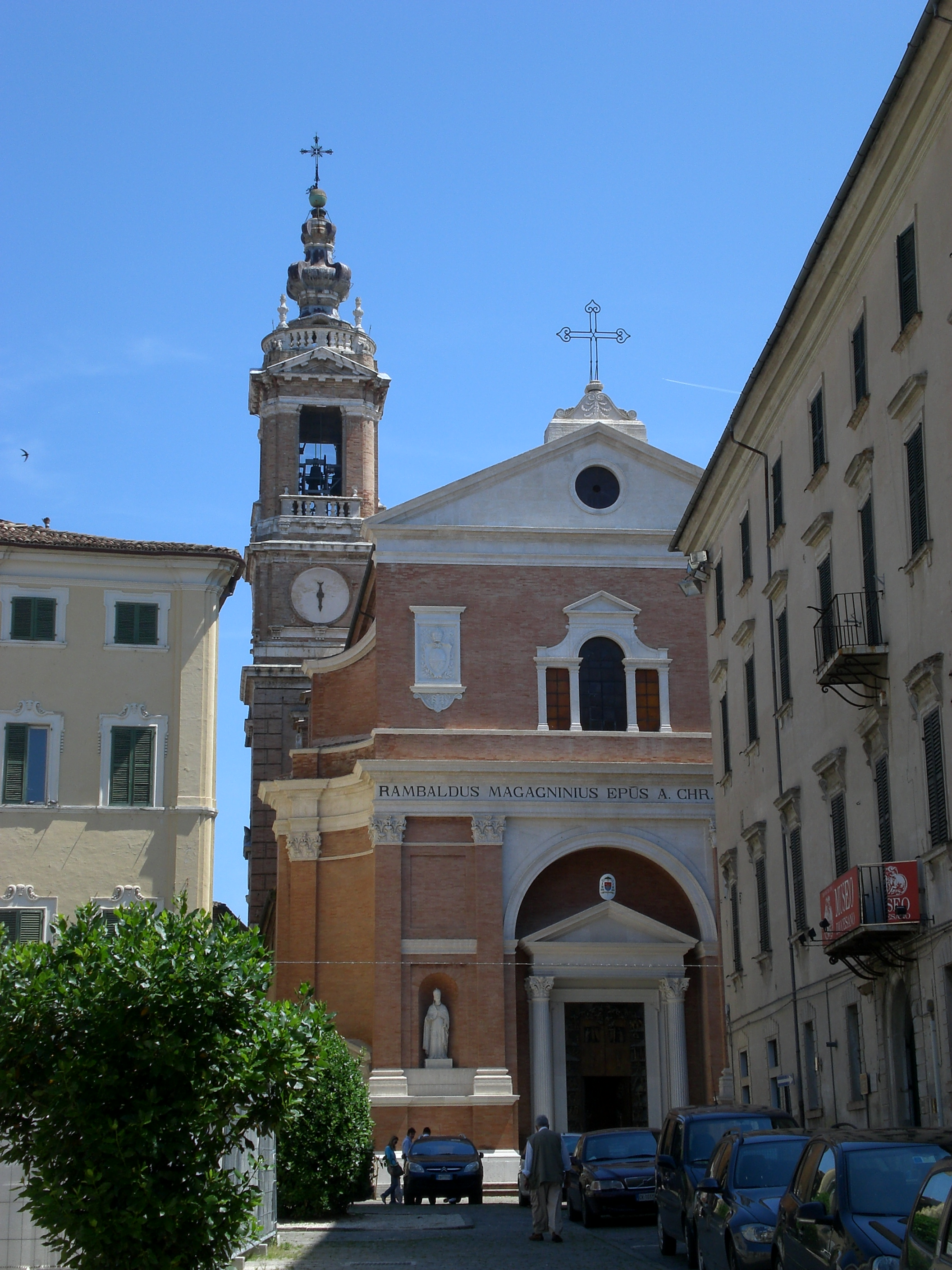
… Jesi,
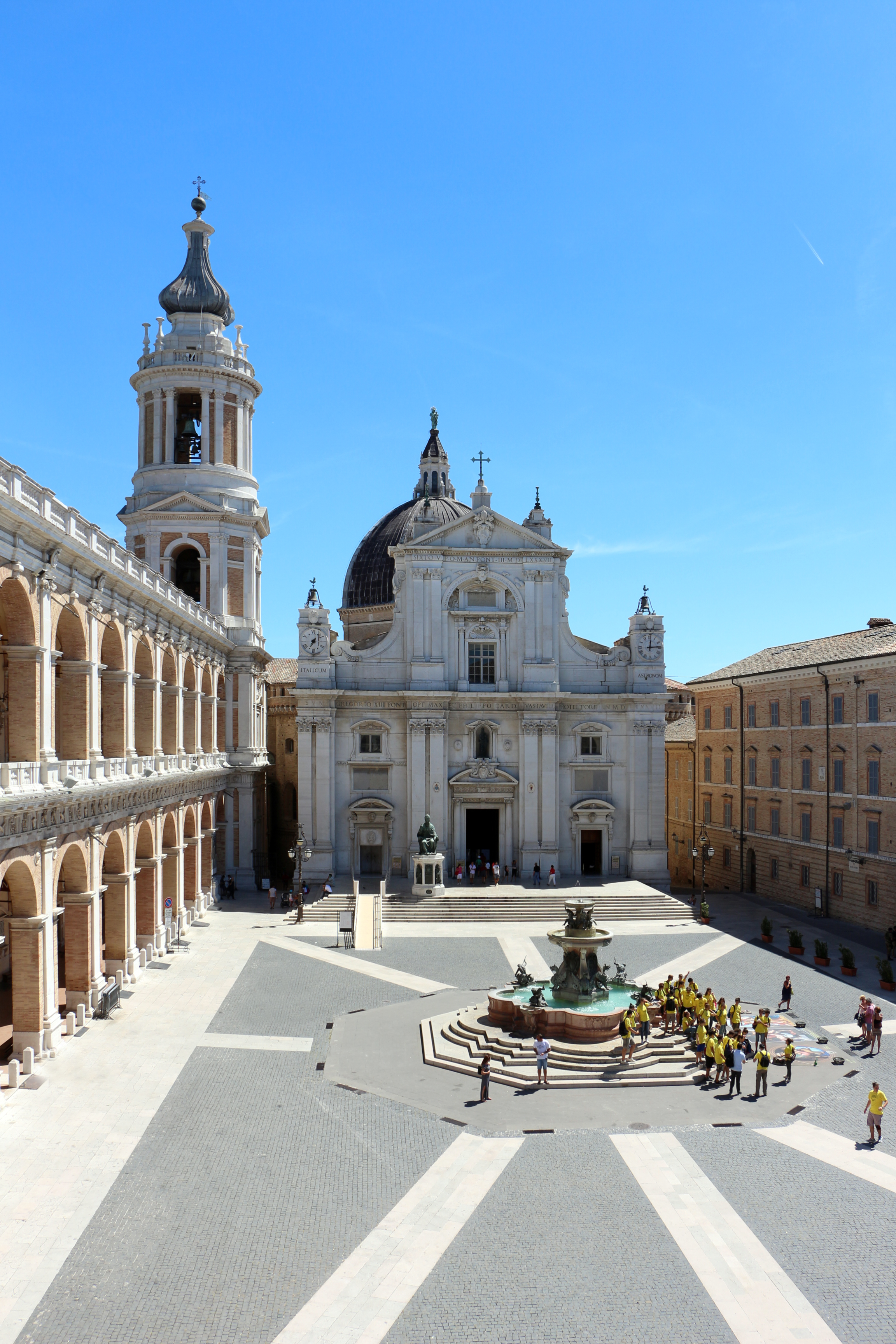
… Loreto
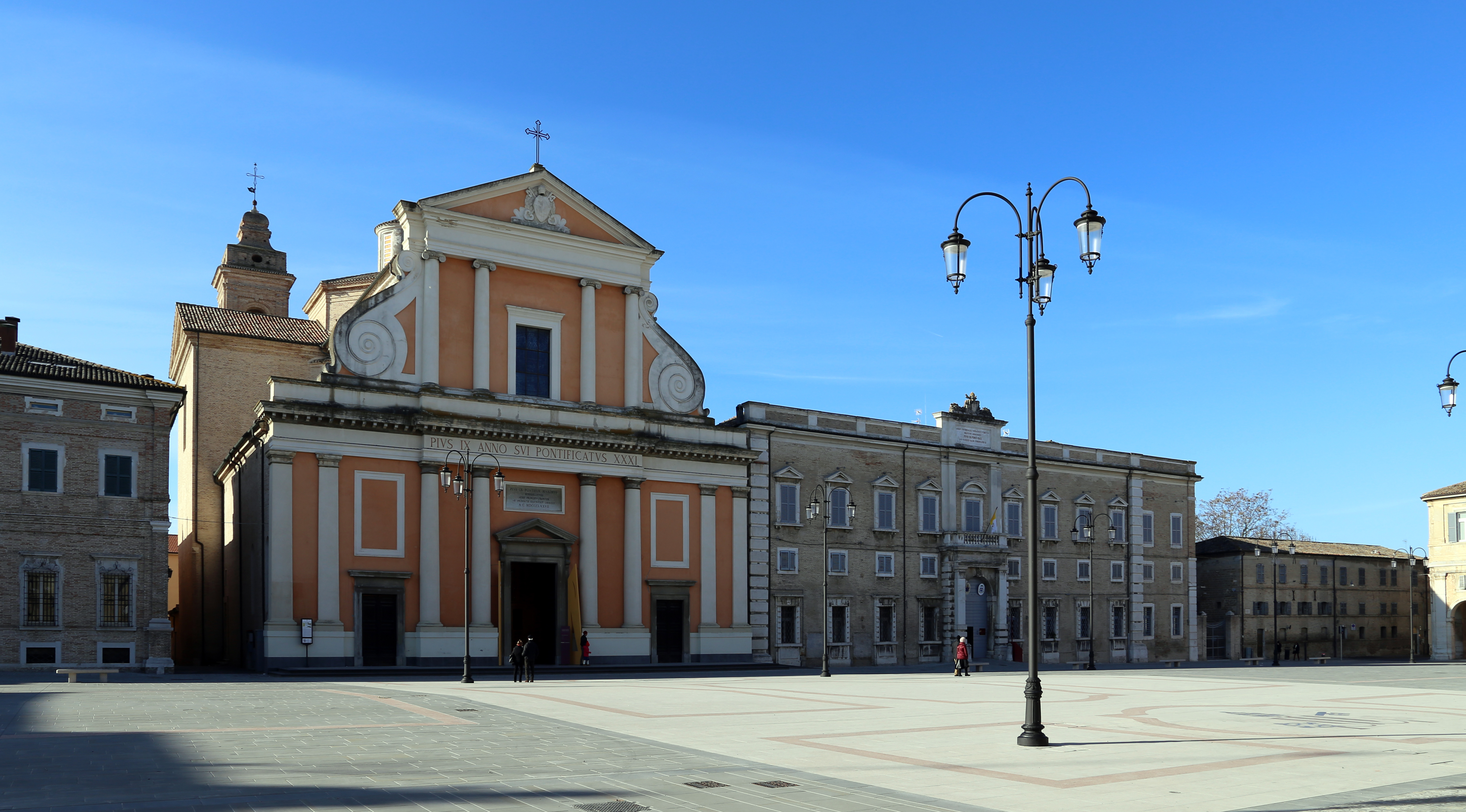
… und Senigallia.

## Kirchenprovinz Fermo
- Erzbistum Fermo

1. Bistum Ascoli Piceno
2. Erzbistum Camerino-San Severino Marche
3. Bistum Macerata
4. Bistum San Benedetto del Tronto-Ripatransone-Montalto

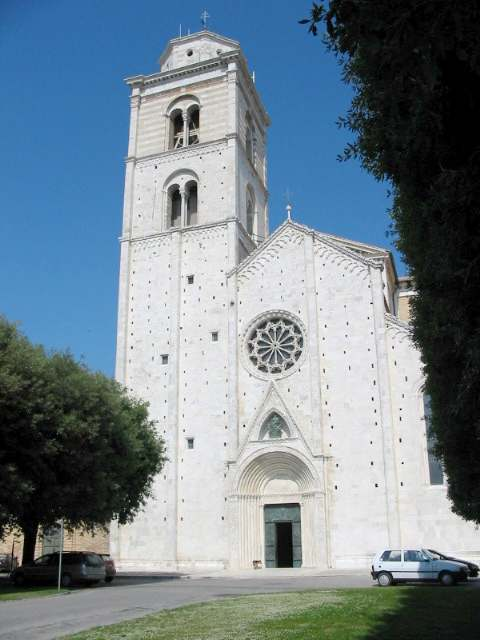
Der Dom in Fermo,
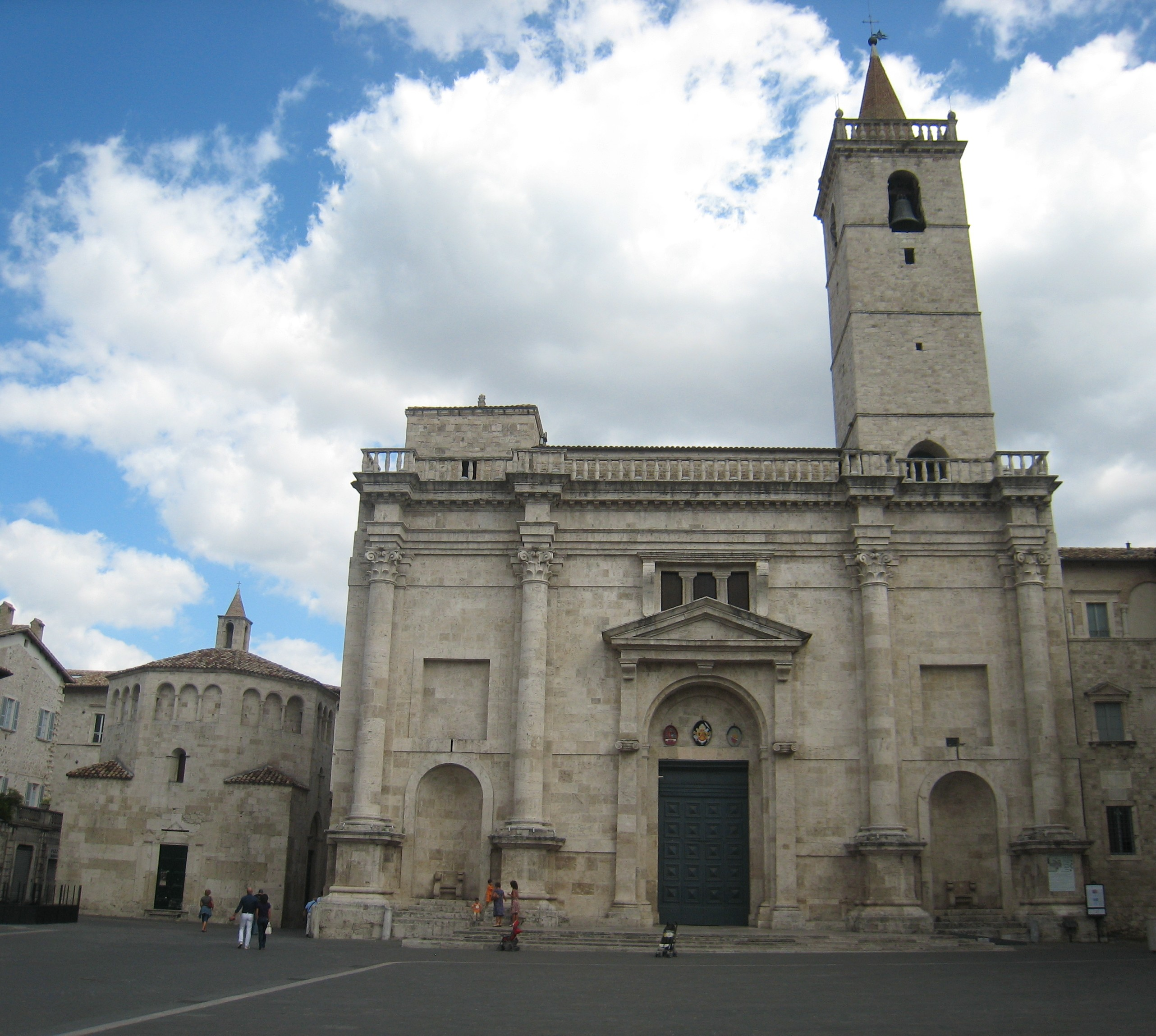
… Ascoli Piceno,
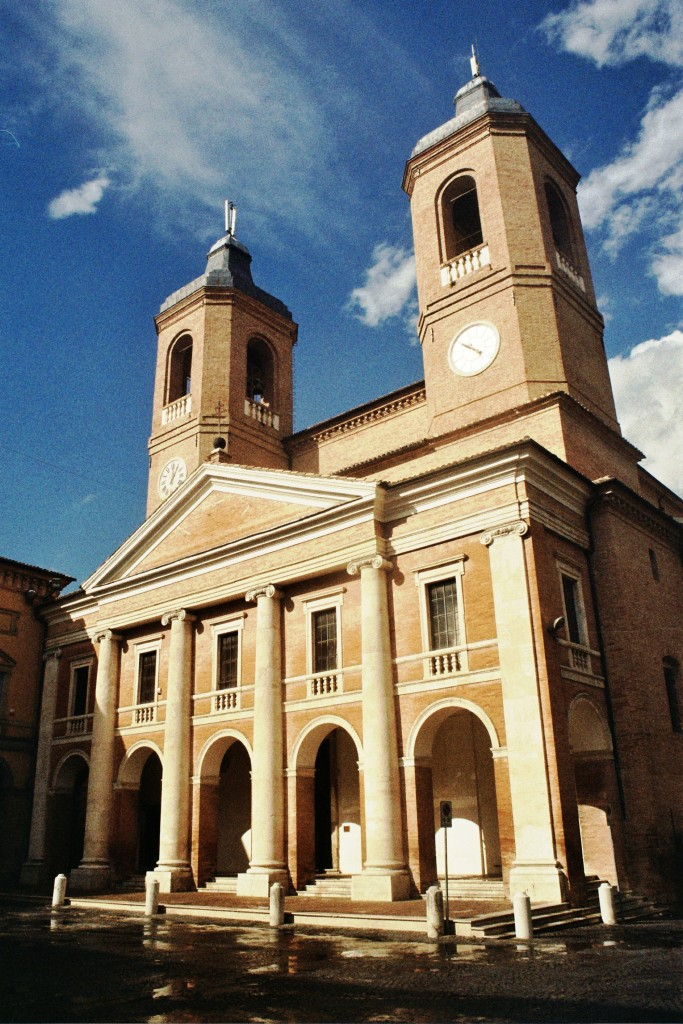
… Camerino,
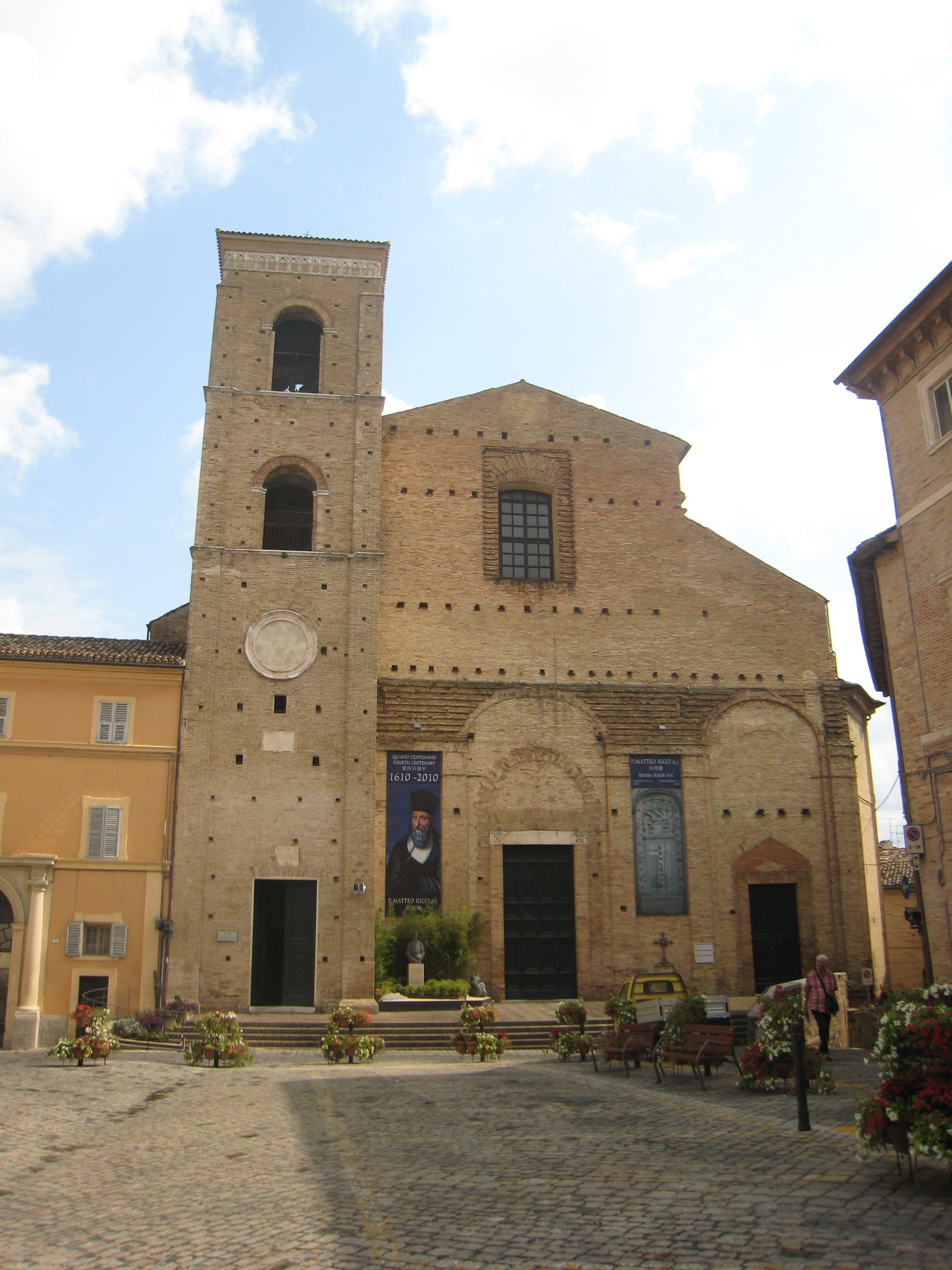
… Macerata
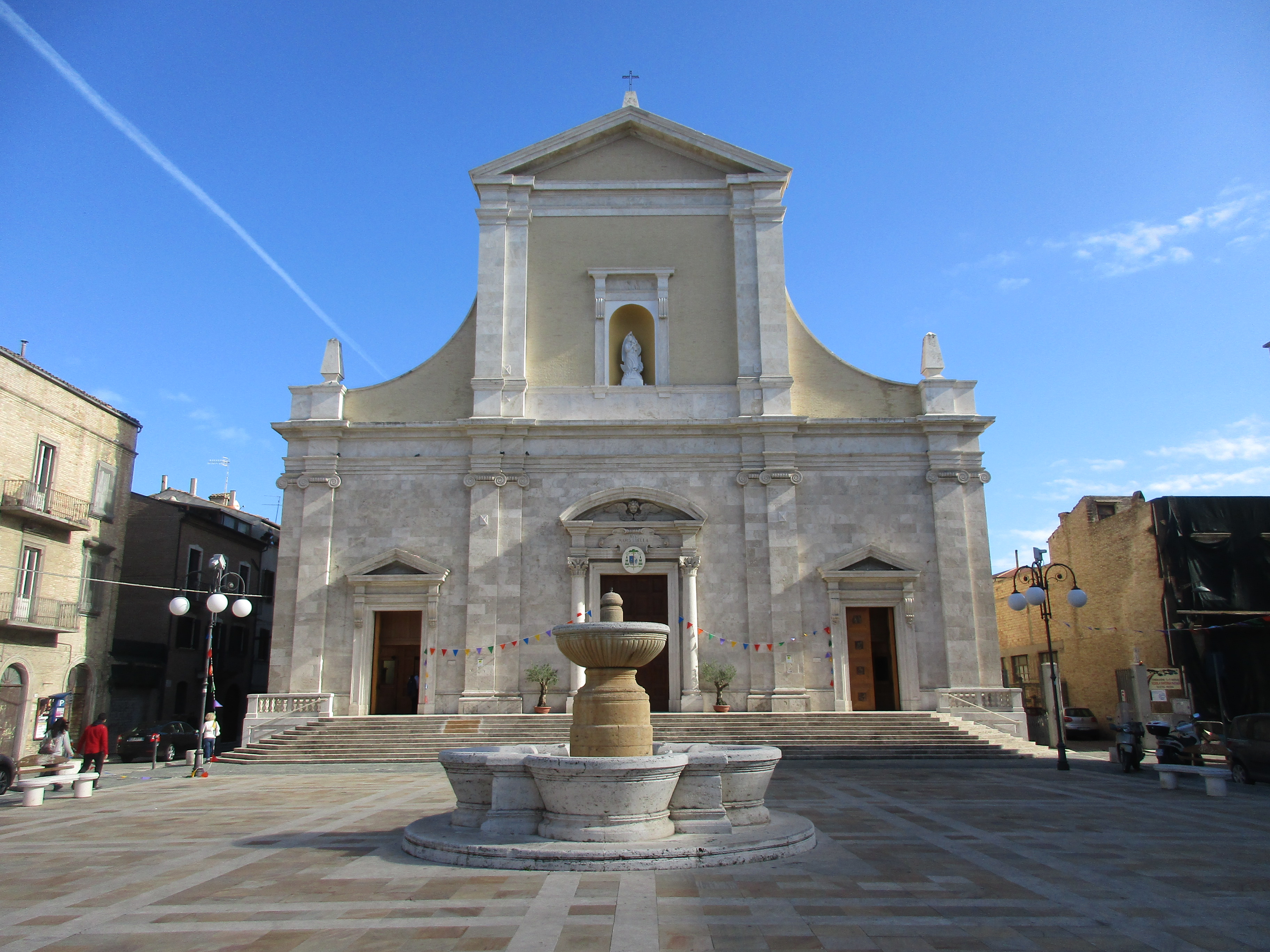
… und San Benedetto.

## Kirchenprovinz Pesaro
- Erzbistum Pesaro

1. Bistum Fano-Fossombrone-Cagli-Pergola
2. Erzbistum Urbino-Urbania-Sant’Angelo in Vado

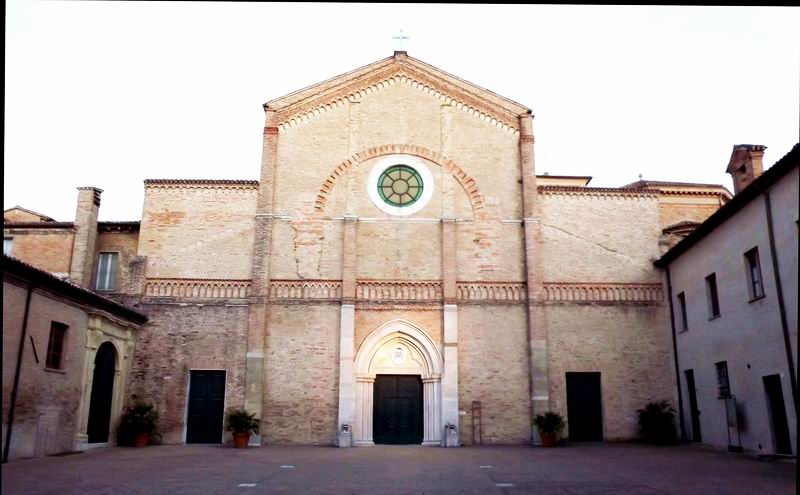
Der Dom in Pesaro,
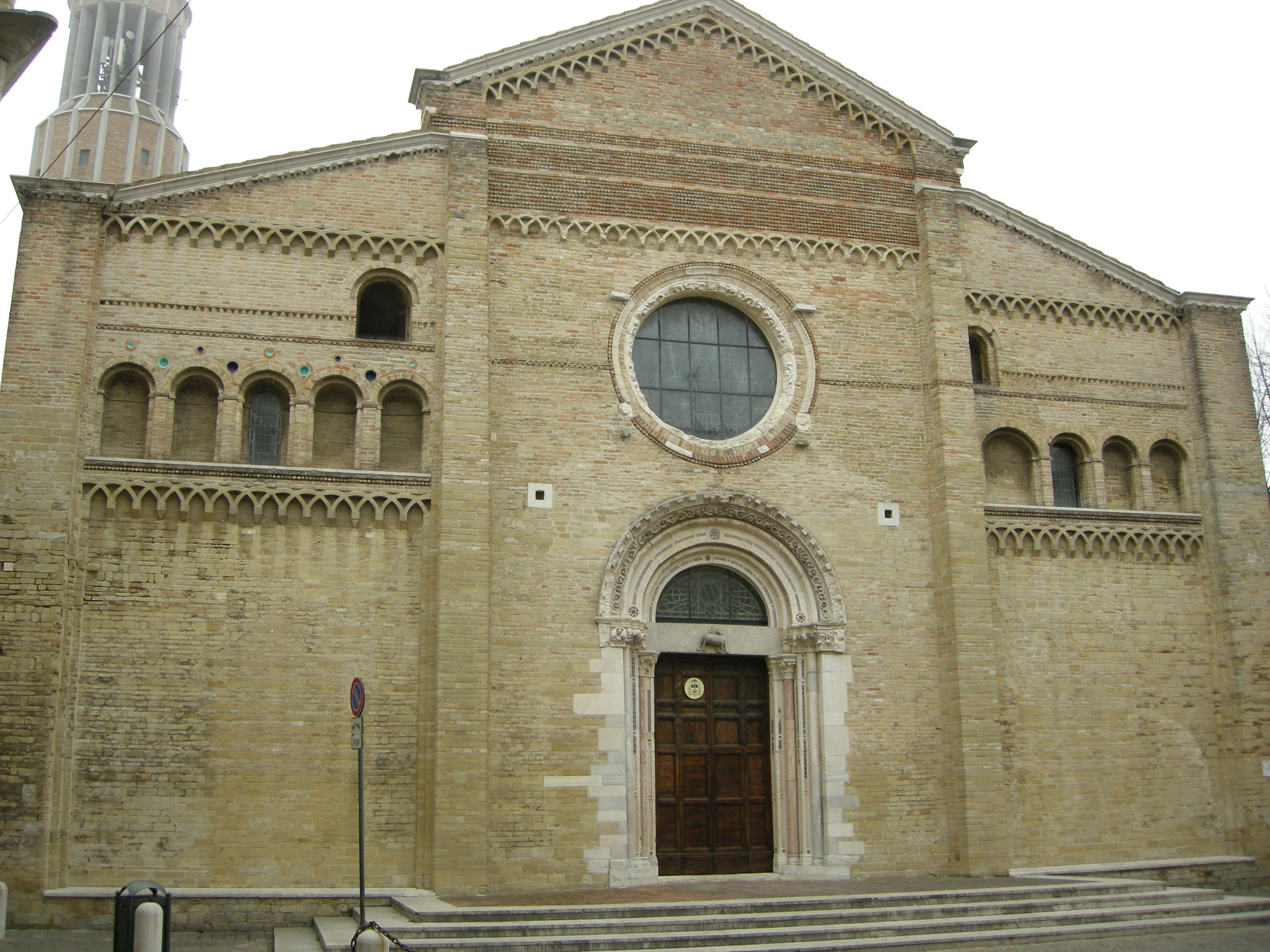
… Fano
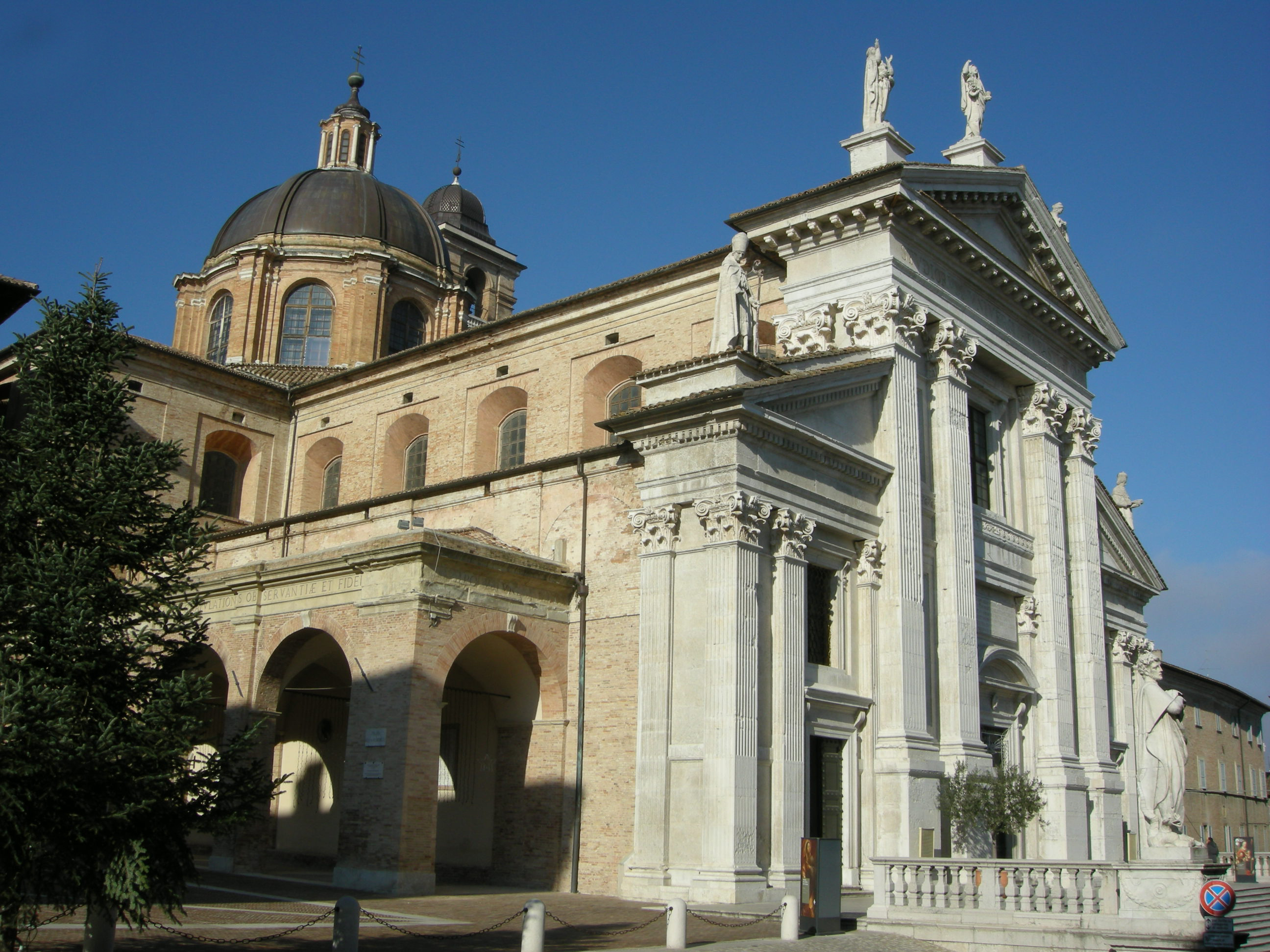
… und Urbino.